# Ali Abbas
Ali Abbas (30 de agosto de 1986 en Bagdad) es un exfutbolista irakí nacionalizado australiano que jugaba como defensor, extremo o mediocampista.

## Carrera
Debutó en el 2005 jugando en el Al-Talaba. En 2007 pasó al Al Quwa Al Jawiya, donde se desempeñó hasta que a mediados de 2008 viajó a Australia para integrarse al Marconi Stallions, que en ese momento se desempeñaba Premier League de Nueva Gales del Sur, una de las diversas ligas regionales del país. En 2009 realizó un trial con el Newcastle United Jets, equipo de la A-League, primera división australiana, pero no le fue ofrecido un contrato. Sin embargo, más adelante ese año firmó con el club como un reemplazo debido a una lesión. Terminada la temporada 2009-10, renovó su estadía de forma definitiva. En 2012 pasó al Sydney, donde gozó de titularidad hasta que en 2014 sufrió la rotura del ligamento cruzado anterior y del colateral tibial de la rodilla. Luego de su recuperación a principios de 2016, rescindió su contrato para firmar con el Pohang Steelers de la K League Classic surcoreana. En 2017 regresó a la A-League al incorporarse al Wellington Phoenix, equipo neozelandés que participa en la máxima categoría australiana.

### Clubes
| Club                        | País          | Año         |
| --------------------------- | ------------- | ----------- |
| Al-Talaba                   | Irak          | 2005 - 2006 |
| Al Quwa Al Jawiya           | Irak          | 2007 - 2008 |
| Marconi Stallions           | Australia     | 2008 - 2009 |
| Newcastle United Jets       | Australia     | 2009 - 2012 |
| Sydney                      | Australia     | 2012 - 2016 |
| Pohang Steelers             | Corea del Sur | 2016 - 2017 |
| Wellington Phoenix          | Nueva Zelanda | 2017 - 2018 |
| Wellington Phoenix Reserves | Nueva Zelanda | 2018 - 2019 |
| Newcastle Jets              | Australia     | 2020 - 2021 |

### Selección nacional
Disputó cuatro partidos con la selección irakí sub-23 válidos por la clasificación para los Juegos Olímpicos de Pekín 2008. Con el seleccionado mayor hizo su debut el 8 de junio de 2007 en un empate 1-1 ante Jordania. Más adelante ese año fue parte del plantel que se coronó campeón de la Copa Asiática, disputando algunos minutos en un empate 0-0 ante Omán en la fase de grupos y en la victoria por 1-0 sobre Arabia Saudita en la final.